# À l'ombre des potences

À l'ombre des potences (Run for Cover) est un western américain de Nicholas Ray, sorti en 1955.

## Synopsis
Alors que Matt Dow sort tout juste de prison, il sympathise avec le jeune Davey Bishop, rencontré par hasard. Alors qu'ils tentent de tuer un rapace, un train transportant de l'argent passe à ce moment précis et croyant à une nouvelle attaque, les convoyeurs leur jettent le sac de billets. Mais alors qu'ils ramènent l'argent à la ville, Davey est blessé gravement par le shérif et Matt manque d'être pendu séance tenante. Après avoir prouvé leur innocence, Davey est soigné à la ferme des Swenson, où Helga tombe amoureuse de Matt. Celui-ci accepte le poste de shérif qu'on lui propose. Il arrête un bandit qui braque la banque, mais celui-ci est lynché par les villageois alors qu'il est parti arrêter son complice. Matt charge Davey d'accompagner le bandit au chef-lieu, pendant qu'il fait juger les lyncheurs. Celui-ci échoue et revient blessé. Matt demande la main de Helga, et alors qu'il est à l'église avec le reste de la ville, Matt voit débarquer un célèbre chef de gang du nom de Gentry avec qui il a partagé une cellule pendant six ans, alors qu'il était innocent. Gentry explique à tout le monde qu'ils sont venus pour faire un braquage de la banque. Le père d'Helga est tué. Matt et les hommes de la ville se lancent à la poursuite des voleurs, mais seul Davey accepte à contrecœur de le suivre lorsqu'il s'avère que les bandits se sont engagés en territoire comanche. La fin mouvementée sera l'occasion d'un bel exemple de truel.

## Fiche technique
- Titre : À l'ombre des potences
- Titre original : Run for Cover
- Réalisateur : Nicholas Ray
- Scénario : Winston Miller, Harriet Frank Jr., Irving Ravetch, William C. Thomas
- Photographie : Daniel Fapp
- Ingénieurs du son : John Cope, Gene Merritt
- Montage : Howard A. Smith
- Musique : Howard Jackson
- Direction artistique : Henry Bumstead, Hal Pereira
- Producteurs : William H. Pine, William C. Thomas pour Paramount
- Pays de production :  États-Unis
- Format : Couleur Technicolor Vistavision
- Genre : Western
- Durée : 93 minutes
- Dates de sortie : 
  - États-Unis :29 avril 1955
  - France :23 septembre 1955
- Affiche : Jean Mascii (France)

## Distribution
- James Cagney (VF : Robert Ancelin) : Matt (Matthieu en VF) Dow
- Viveca Lindfors (VF : Thérèse Rigaut) : Helga Swenson
- John Derek (VF : Serge Lhorca) : Davey (David en VF) Bishop
- Jean Hersholt (VF : Raymond Rognoni) : Mr. Swenson
- Grant Withers (VF : Pierre Morin) : Gentry
- Jack Lambert (VF : Pierre Leproux) : Larsen
- Ernest Borgnine (VF : Richard Francœur) : Morgan
- Ray Teal (VF : Claude Péran) : shérif
- Irving Bacon (VF : Camille Guérini) : Scotty
- Trevor Bardette (VF : Jean Gournac) : Paulsen
- John Miljan : Major Walsh
- Gus Schilling (VF : Abel Jacquin) : Doc Ridgeway
- Phil Chambers (VF : Jean Brunel) : Andrew, le complice de Morgan